# 홍대인
홍대인(2001년 11월 23일 ~ )은 KBO 리그 SSG 랜더스의 내야수이다.

## SSG 랜더스시절
2025년에 입단하였다. 2025년 5월 13일 NC 다이노스와의 경기에 출전하며 데뷔 첫 경기를 치렀고, 경기에서 최정 대주자로 기록하였다.

## 출신 학교
- 서원초등학교
- 세광중학교
- 세광고등학교
- 사이버한국외국어대학교